# Birger Sörvik
Knut Birger Sörvik, född den 4 december 1879 i Göteborg, död den 23 maj 1978 i Hovås, var en svensk företagsledare, gymnast och OS-deltagare. Han var bror till Haakon Sörvik och Leif Sörvik, även de OS-deltagare.
Sörvik examinerades från Göteborgs handelsinstitut 1897 och anställdes året därpå vid företaget Ekman & Co. där han från 1923 var vice verkställande direktör och chef för pappersavdelningen. 
Sörvik hade ett stort idrottsintresse och deltog som ung i Olympiska sommarspelen 1908 där han blev delaktig i det svenska lagguldet i truppgymnastik. Senare var han ordförande för Lingförbundet i Göteborg samt styrelseledamot i Göteborgs gymnastikförbund och Göteborgs golfklubb.
Sörvik hade även offentliga förtroendeuppdrag som ordförande i brandstyrelsen samt ledamot av taxeringsnämnden i Askims socken.